# 児童館図書室
児童館図書室（じどうかんとしょしつ）とは、「児童福祉施設の設備及び運営に関する基準」第37条により、児童館等に設置が義務付けられた図書室の事である。

## 設置率
齋藤修・大塚健樹らの調査によると、2006年（平成18年）の岩手県の児童館図書室設置率は42.9％であった。
赤星敦美・橋本脩・山本善積らの調査によると、2012年（平成24年）の山口県の児童館図書室設置率は88.0％であった。
鯨岡真一・野口武則らの調査によると、2015年（平成27年）の埼玉県の児童館図書室設置率は90.5％であった。
児童館図書室は設置が義務付けられているが、上記の調査結果によると法令違反状態の館が存在することになる。

## サービス
平久江祐司・阿久津祐美・石川賀一・野口武則らの調査によると、茨城県つくば市では16館中9館から回答があり、蔵書冊数は最少616冊、最大5519冊であった。
鯨岡真一・野口武則らの調査によると、埼玉県の児童館図書室の蔵書冊数は平均2521.4冊であった。500冊以下の図書室が63館中8館存在した。最高は10,000冊、最低は150冊であった。
鯨岡真一・野口武則らの調査によると、埼玉県の児童図書室で貸出を行っていると回答した館は50.9％であり、貸出サービスは約半分のみの実施であった。

## 児童館図書室の問題点
蔵書冊数も少なく、また館によって蔵書冊数のばらつきが大きい。
鯨岡真一・野口武則らの調査によると、埼玉県でOPACが利用できるのは1館のみだった。